# Parevania kasauliensis
Parevania kasauliensis är en stekelart som beskrevs av Muzaffer 1943. Parevania kasauliensis ingår i släktet Parevania och familjen hungersteklar. Inga underarter finns listade i Catalogue of Life.